# Detrás de la verdad
Detrás de la verdad fue un programa de televisión emitido en 13 TV del 10 de marzo de 2014 al 20 de noviembre de 2017. Estaba presentado por Patricia Betancort y Ricardo Altable. Se centraba en el periodismo de investigación y en sucesos de actualidad y se emitía de lunes a jueves a las 00:30h

## Historia
Detrás de la verdad se estrenó el lunes 10 de marzo de 2014 en horario late night, con periodicidad diaria y de la mano de Patricia Betancort y David Alemán. Tras su buena acogida y la llegada de La goleada al late night de 13 TV, el programa fue reubicado, pasando a emitirse los sábados a las 22:00 horas y aumentando su duración de 75 minutos a 4 horas. Sin embargo, este cambio no fue bien recibido y poco después volvió a su horario habitual (medianoche), reduciendo su duración y pasando a emitirse los viernes y los sábados. El 12 de febrero volvió a su horario habitual emitiéndose de lunes a viernes a las 00:15 con notables datos de audiencia.
En 2017 el equipo se renovó con la incorporación de Ricardo Altable para acompañar a Patricia Betancort y un renovado equipo de colaboradores. 
En noviembre de 2017 emitieron imágenes del vídeo del caso de violencia sexual de "La Manada" (un suceso muy mediático en España) sin el consentimiento de la víctima. La polémica que generó este hecho llevó a la cancelación del programa.

## Formato
Los contenidos de Detrás de la verdad se centraban en la investigación de los sucesos de actualidad del país. En el programa tenían cabida las entrevistas, los reportajes de investigación y el debate.

## Equipo del programa

### Presentador
- Patricia Betancort y Ricardo Altable (De lunes a jueves)

### Colaboradores
- Serafín Giraldo.
- Javier Durán.
- Javier Negre.
- Marcos García Montes.
- Mónica González Álvarez.
- José Cabrera.
- Patricia Alcaraz.
- Irene López Assor.
- Alfonso Merlos.
- Teresa Bueyes.
- Francisco Pérez Abellán.